# Julia Görges
Julia Görges (nascida em 2 de novembro de 1988) é uma ex-tenista profissional alemã. Ex-top 10 de simples, foi melhor ranqueada na 9ª posição, em 2018. No mesmo ano, chegou ao melhor resultado de Grand Slam, o Torneio de Wimbledon, onde perdeu para Serena Williams nas semifinais. Seu último título foi no início de 2019, no International de Auckland, que levou pela segunda vez seguida. Das 17 finais, os êxitos mais expressivos foram nos Premier de Stuttgart, em 2011, e o de Moscou, em 2017, e no WTA Elite Trophy, também em 2017. Neste período, obteve a maior sequência de vitórias seguidas: 15. Seu histórico contra tops 10 não é dos melhores. O desempenho contra a ex-número 1 Caroline Wozniacki, no entanto, é o que mais chama atenção, levando 6 jogos contra 5 da dinamarquesa. Foram duas finais derrotando-a.
Em duplas, acumulou 5 troféus, 12ª posto no ranking e duas semifinais de Grand Slam. Das parcerias, atuou muito ao lado da compatriota Anna-Lena Grönefeld, da norte-americana Jill Craybas e das número 1 de simples Karolína Plíšková e Ashleigh Barty. Em mistas foi onde chegou mais longe em um major, na final do Torneio de Roland Garros de 2014, onde perdeu justamente para Grönefeld.
Anunciou aposentadoria em 21 de outubro de 2020 nas redes sociais. Seu último jogo foi no começo do mês, quando perdeu para Laura Siegemund pela segunda fase de Roland Garros.

## Finais

### Circuito WTA
| Categoria         | S   | D   | DM  |
| ----------------- | --- | --- | --- |
| Grand Slam        | 0–0 | 0–0 | 0–1 |
| Fim de temporada  | 1–0 | 0–0 | —   |
| Jogos Olímpicos   | 0–0 | 0–0 | 0–0 |
| Premier Mandatory | 0–0 | 0–1 | —   |
| Premier 5         | 0–0 | 0–0 | —   |
| Premier           | 1–2 | 1–2 | —   |
| International     | 5–8 | 4–8 | —   |

| Piso    | S   | D   | DM  |
| ------- | --- | --- | --- |
| duro    | 5–6 | 4–7 | 0–0 |
| saibro  | 2–2 | 1–3 | 0–1 |
| grama   | 0–2 | 0–0 | 0–0 |
| carpete | 0–0 | 0–1 | 0–0 |

#### Simples: 17 (7 títulos, 10 vices)
| Status | V–D  | Data                    | Torneio                              | Cidade/país                   | Categoria        | Piso             | Adversária           | Resultado      |
| ------ | ---- | ----------------------- | ------------------------------------ | ----------------------------- | ---------------- | ---------------- | -------------------- | -------------- |
| Perdeu | 7–10 | 20 de outubro de 2019   | BGL BNP Paribas Luxembourg Open      | Luxemburgo, Luxemburgo        | International    | duro (coberto)   | Jeļena Ostapenko     | 4–6, 1–6       |
| Perdeu | 7–9  | 23 de junho de 2019     | Nature Valley Classic                | Birmingham, Reino Unido       | International    | grama            | Ashleigh Barty       | 3–6, 5–7       |
| Venceu | 7–8  | 6 de janeiro de 2019    | ASB Classic                          | Auckland, Nova Zelândia       | International    | duro             | Bianca Andreescu     | 2–6, 7–5, 6–1  |
| Venceu | 6–8  | 20 de outubro de 2018   | BGL BNP Paribas Luxembourg Open      | Luxemburgo, Luxemburgo        | International    | duro (coberto)   | Belinda Bencic       | 6–4, 7–5       |
| Perdeu | 5–8  | 8 de abril de 2018      | Volvo Car Open                       | Charleston, Estados Unidos    | Premier          | saibro (verde)   | Kiki Bertens         | 2–6, 1–6       |
| Venceu | 5–7  | 7 de janeiro de 2018    | ASB Classic                          | Auckland, Nova Zelândia       | International    | duro             | Caroline Wozniacki   | 6–4, 7–64      |
| Venceu | 4–7  | 5 de novembro de 2017   | Hengqin Life WTA Elite Trophy Zhuhai | Zhuhai, China                 | Fim de temporada | duro (coberto)   | Coco Vandeweghe      | 7–5, 6–1       |
| Venceu | 3–7  | 21 de outubro de 2017   | VTB Kremlin Cup                      | Moscou, Rússia                | International    | duro (coberto)   | Daria Kasatkina      | 6–1, 6–1       |
| Perdeu | 2–7  | 6 de agosto de 2017     | Citi Open                            | Washington, Estados Unidos    | International    | duro             | Ekaterina Makarova   | 6–3, 26–7, 0–6 |
| Perdeu | 2–6  | 23 de julho de 2017     | BRD Bucharest Open                   | Bucareste, Romênia            | International    | saibro           | Irina-Camelia Begu   | 3–6, 5–7       |
| Perdeu | 2–5  | 25 de junho de 2017     | Mallorca Open                        | Calvià, Espanha               | International    | grama            | Anastasija Sevastova | 4–6, 6–3, 3–6  |
| Perdeu | 2–4  | 9 de janeiro de 2016    | ASB Classic                          | Auckland, Nova Zelândia       | International    | duro             | Sloane Stephens      | 5–7, 2–6       |
| Perdeu | 2–3  | 14 de outubro de 2012   | Generali Ladies Linz                 | Linz, Áustria                 | International    | duro (coberto)   | Victoria Azarenka    | 3–6, 4–6       |
| Perdeu | 2–2  | 25 de fevereiro de 2012 | Dubai Duty Free Tennis Championships | Dubai, Emirados Árabes Unidos | Premier          | duro             | Agnieszka Radwańska  | 5–7, 4–6       |
| Venceu | 2–1  | 24 de abril de 2011     | Porsche Tennis Grand Prix            | Stuttgart, Alemanha           | Premier          | saibro (coberto) | Caroline Wozniacki   | 7–63, 6–3      |
| Perdeu | 1–1  | 24 de outubro de 2010   | BGL BNP Paribas Luxembourg Open      | Luxemburgo, Luxemburgo        | International    | duro (coberto)   | Roberta Vinci        | 3–6, 4–6       |
| Venceu | 1–0  | 25 de julho de 2010     | Nürnberger Gastein Ladies            | Bad Gastein, Áustria          | International    | saibro           | Timea Bacsinszky     | 6–1, 6–4       |

#### Duplas: 16 (5 títulos, 11 vices)
| Status | V–D  | Data             | Torneio                                       | Cidade/país                  | Categoria         | Piso              | Parceira            | Adversárias                           | Resultado         |
| ------ | ---- | ---------------- | --------------------------------------------- | ---------------------------- | ----------------- | ----------------- | ------------------- | ------------------------------------- | ----------------- |
| Perdeu | 5–11 | Março de 2016    | BNP Paribas Open                              | Indian Wells, Estados Unidos | Premier Mandatory | duro              | Karolína Plíšková   | Bethanie Mattek-Sands Coco Vandeweghe | 6–4, 4–6, [6–10]  |
| Venceu | 5–10 | Agosto de 2015   | Connecticut Open                              | New Haven, Estados Unidos    | Premier           | duro              | Lucie Hradecká      | Chuang Chia-jung Liang Chen           | 6–3, 6–1          |
| Perdeu | 4–10 | Setembro de 2014 | Coupe Banque Nationale                        | Quebec, Canadá               | International     | carpete (coberto) | Andrea Hlaváčková   | Lucie Hradecká Mirjana Lučić-Baroni   | 3–6, 6–78         |
| Perdeu | 4–9  | Julho de 2013    | Bank of the West Classic                      | Stanford, Estados Unidos     | Premier           | duro              | Darija Jurak        | Raquel Kops-Jones Abigail Spears      | 2–6, 46–7         |
| Perdeu | 4–8  | Janeiro de 2013  | ASB Classic                                   | Auckland, Nova Zelândia      | International     | duro              | Yaroslava Shvedova  | Cara Black Anastasia Rodionova        | 6–2, 2–6, [5–10]  |
| Perdeu | 4–7  | Outubro de 2012  | Generali Ladies Linz                          | Linz, Áustria                | International     | duro (coberto)    | Barbora Strýcová    | Anna-Lena Grönefeld Petra Martić      | 46–7, 6–4, [11–9] |
| Venceu | 4–6  | Junho de 2012    | Nürnberger Gastein Ladies                     | Bad Gastein, Áustria         | International     | saibro            | Jill Craybas        | Anna-Lena Grönefeld Petra Martić      | 46–7, 6–4, [11–9] |
| Perdeu | 3–6  | Abril de 2012    | Porsche Tennis Grand Prix                     | Stuttgart, Alemanha          | Premier           | saibro (coberto)  | Anna-Lena Grönefeld | Iveta Benešová Lucie Hradecká         | 7–62, 2–6, [7–10] |
| Perdeu | 3–5  | Janeiro de 2012  | ASB Classic                                   | Auckland, Nova Zelândia      | International     | duro              | Flavia Pennetta     | Andrea Hlaváčková Lucie Hradecká      | 7–62, 2–6, [7–10] |
| Perdeu | 3–4  | Outubro de 2011  | Generali Ladies Linz                          | Linz, Áustria                | International     | duro (coberto)    | Anna-Lena Grönefeld | Marina Erakovic Elena Vesnina         | 5–7, 1–6          |
| Perdeu | 3–3  | Julho de 2011    | Nürnberger Gastein Ladies                     | Bad Gastein, Áustria         | International     | saibro            | Jarmila Gajdošová   | Eva Birnerová Lucie Hradecká          | 6–4, 2–6, [10–12] |
| Venceu | 3–2  | Setembro de 2010 | Hansol Korea Open                             | Seul, Coreia do Sul          | International     | duro              | Polona Hercog       | Natalie Grandin Vladimíra Uhlířová    | 6–3, 6–4          |
| Venceu | 2–2  | Agosto de 2010   | e-Boks Sony Ericsson Open                     | Copenhague, Dinamarca        | International     | duro (coberto)    | Anna-Lena Grönefeld | Vitalia Diatchenko Tatiana Poutchek   | 6–4, 6–4          |
| Perdeu | 1–2  | Julho de 2010    | Internazionali Femminili di Palermo Snai Open | Palermo, Itália              | International     | saibro            | Jill Craybas        | Alberta Brianti Sara Errani           | 4–6, 1–6          |
| Perdeu | 1–1  | Julho de 2009    | Istanbul Cup                                  | Istambul, Turquia            | International     | duro              | Patty Schnyder      | Lucie Hradecká Renata Voráčová        | 6–2, 3–6, [10–12] |
| Venceu | 1–0  | Julho de 2009    | Banka Koper Slovenia Open                     | Portorož, Eslovênia          | International     | duro              | Vladimíra Uhlířová  | Camille Pin Klára Zakopalová          | 6–4, 6–2          |

#### Duplas mistas: 1 (1 vice)
| Status | V–D | Data               | Torneio                  | Cidade/país   | Categoria  | Piso   | Parceiro       | Adversários                           | Resultado        |
| ------ | --- | ------------------ | ------------------------ | ------------- | ---------- | ------ | -------------- | ------------------------------------- | ---------------- |
| Perdeu | 0–1 | 5 de junho de 2014 | Torneio de Roland Garros | Paris, França | Grand Slam | saibro | Nenad Zimonjić | Anna-Lena Grönefeld Jean-Julien Rojer | 6–4, 2–6, [7–10] |

### Circuito ITF

#### Simples: 8 (6 títulos, 2 vices)
| Status | V–D | Data             | Cidade/país         | Categoria | Piso              | Adversária             | Resultado     |
| ------ | --- | ---------------- | ------------------- | --------- | ----------------- | ---------------------- | ------------- |
| Venceu | 6–2 | Julho de 2010    | Biarritz, França    | 100.000   | saibro            | Sophie Ferguson        | 6–2, 6–2      |
| Venceu | 5–2 | Julho de 2009    | Biarritz, França    | 100.000   | saibro            | Ekaterina Dzevich      | 7–5, 6–0      |
| Perdeu | 4–2 | Julho de 2007    | Darmstadt, Alemanha | 25.000    | saibro            | Stephanie Gehrlein     | 0–6, 5–7      |
| Venceu | 4–1 | Julho de 2007    | Bucareste, Romênia  | 25.000    | saibro            | Dia Evtimova           | 6–0, 6–1      |
| Venceu | 3–1 | Maio de 2007     | Antália, Turquia    | 25.000    | saibro            | Kathrin Wörle-Scheller | 7–65, 4       |
| Perdeu | 2–1 | Novembro de 2006 | Erding, Alemanha    | 10.000    | carpete (coberto) | Carmen Klashka         | 4–6, 0–1, ab. |
| Venceu | 2–0 | Agosto de 2006   | Bielefeld, Alemanha | 10.000    | saibro            | Andrea Sieveke         | 6–4, 4–6, 6–3 |
| Venceu | 1–0 | Agosto de 2006   | Wahlstedt, Alemanha | 10.000    | saibro            | Maria Geznenge         | 6–3, 6–2      |

#### Duplas: 10 (6 títulos, 4 vices)
| Status | V–D | Data             | Cidade/país                   | Categoria | Piso              | Parceira            | Adversárias                             | Resultado         |
| ------ | --- | ---------------- | ----------------------------- | --------- | ----------------- | ------------------- | --------------------------------------- | ----------------- |
| Venceu | 6–4 | Dezembro de 2010 | Dubai, Emirados Árabes Unidos | 75.000    | duro              | Petra Martić        | Sania Mirza Vladimíra Uhlířová          | 6–4, 7–67         |
| Venceu | 5–4 | Julho de 2010    | Biarritz, França              | 100.000   | saibro            | Sharon Fichman      | Lourdes Domínguez Lino Monica Niculescu | 7–5, 6–4          |
| Venceu | 4–4 | Dezembro de 2009 | Dubai, Emirados Árabes Unidos | 75.000    | duro              | Oksana Kalashnikova | Vladimíra Uhlířová Renata Voráčová      | 4–6, 6–2, [10–8]  |
| Perdeu | 3–4 | Maio de 2009     | Bucareste, Romênia            | 100.000   | saibro            | Sandra Klemenschits | Irina-Camelia Begu Simona Halep         | 6–2, 0–6, [10–12] |
| Perdeu | 3–3 | Abril de 2009    | Torhout, Bélgica              | 100.000   | duro (coberto)    | Sandra Klemenschits | Michaëlla Krajicek Yanina Wickmayer     | 4–6, 0–6          |
| Perdeu | 3–2 | Novembro de 2008 | Ismaning, Alemanha            | 50.000    | carpete (coberto) | Laura Siegemund     | Oxana Lyubtsova Ksenia Pervak           | 2–6, 6–4, [7–10]  |
| Venceu | 3–1 | Novembro de 2007 | Ismaning, Alemanha            | 25.000    | carpete (coberto) | Kristina Barrois    | Andrea Hlaváčková Lucie Hradecká        | 2–6, 6–2, [10–7]  |
| Venceu | 2–1 | Julho de 2007    | Bucareste, Romênia            | 25.000    | saibro            | Vojislava Lukić     | Laura-Ioana Andrei Mădălina Gojnea      | 6–2, 6–4          |
| Venceu | 1–1 | Agosto de 2006   | Wahlstedt, Alemanha           | 10.000    | saibro            | Laura Siegemund     | Raluca Ciulei Neda Kozić                | 6–1, 6–3          |
| Perdeu | 0–1 | Julho de 2006    | Horb, Alemanha                | 10.000    | saibro            | Lydia Steinbach     | Josipa Bek Dia Evtimova                 | 6–3, 3–6, 3–6     |